# IV Mostra de Cinema Llatinoamericà de Lleida
La IV Mostra de Cinema Llatinoamericà de Lleida va tenir lloc a Lleida entre el 16 i el 24 de gener de 1998. Fou organitzada pel Centre Llatinoamericà de Lleida amb el suport del Patronat de Turisme de la Paeria de Lleida i la col·laboració de la Fundació "la Caixa", la Universitat de Lleida, l'Instituto de Cooperación Iberoamericana, el Ministeri d'Assumptes Socials d'Espanya i la Casa de América. En aquesta edició, a més, va comptar amb el suporta addicional de l'Acadèmia de les Arts i les Ciències Cinematogràfiques d'Espanya i de la fàbrica de cervesa mexicana Coronita.

## Desenvolupament
El nombre de pel·lícules exhibides va ultrapassar les 50, de les que 16 llargmetratges i 6 curtmetratges competien per la selecció oficial, i es van fer dues retrospectives, una dedicada al director mexicà Felipe Cazals (6 pel·lícules) i l'altra al director de fotografia mexicà Gabriel Figueroa Mateos (5 pel·lícules), així com un cicle de cinema argentí estrenat durant la dictadura militar (10 pel·lícules) i un altre de cinema d'animació dedicat a Mafalda. Entre les pel·lícules exhibides, hi ha una versió de Los olvidados de Luis Buñuel que tenia prevista en el cas que no fos acceptada la versió original.
Com a actes paral·lels es va fer una mostra fotogràfica de Gabriel Figueroa Mateos i un altre del "story-board" de la pel·lícula Gringo vell a càrrec d'Horacio Altuna, així com un taller d'actuació a cura de Patricia Reyes Spíndola.
Hi van assistir els cineastes Joaquín Salvador Lavado Quino, Horacio Altuna, Patricia Reyes Spíndola, Gabriel Figueroa Flores, Daniele Incalcaterra, Luis Puenzo, Pedro Armendáriz Jr., Felipe Cazals, Carlos García Agraz, Marcelo Piñeyro, Walter Lima Jr., Beto Gómez i Juan Padrón.

## Pel·lícules exhibides

### Secció oficial
Llargmetratges
- Historias de fútbol d'Andrés Wood
- La vida según Muriel d'Eduardo Milewicz
- La deuda de Manuel José Álvarez //
- El agujero de Beto Gómez
- Hombres armados de John Sayles
- A Ostra e o Vento de Walter Lima Jr.
- Cenizas del paraíso de Marcelo Piñeyro ,
- Pandemonium, la capital del infierno de Román Chalbaud
- Sotto voce de Mario Levin
- Buenos Aires viceversa d'Alejandro Agresti /
- Sus ojos se cerraron y el mundo sigue andando de Jaime Chávarri /
- El impostor d'Alejandro Maci
- Historias clandestinas en La Habana de Diego Musiak ,
- Última llamada de Carlos García Agraz
- Edipo alcalde de Jorge Alí Triana
- O Quatrilho de Fábio Barreto

Curtmetratges
- ¡Ratas! de Dieguillo Fernández i Diego Sabanés
- Ponchada d'Alejandra Moya
- Tanto te gusta ese hombre de Liliana Romero i Vicky Biagiola
- El héroe de Carlos Carrera
- Juntos, in any way de Rodrigo Grande
- La tarde de un matrimonio de clase media de Fernando Javier León Rodríguez

### Retrospectives
Felipe Cazals
- La manzana de la discordia (1968)
- Las Poquianchis (1976)
- El apando (1975)
- Canoa (1975)
- Los motivos de Luz (1985)
- Las inocentes (1988)

Gabriel Figueroa
- La perla (1945) d'Emilio Fernández
- Enamorada (1946) d'Emilio Fernández
- Rio Escondido (1948) d'Emilio Fernández
- Los olvidados (1951) de Luis Buñuel
- Macario (1960) de Roberto Gavaldón

### El cinema argentí durant la repressió
- En retirada (1984) de Juan Carlos Desanzo
- Los chicos de la guerra (1984) de Bebe Kamin
- Contar hasta diez (1985) d'Oscar Barney Finn
- La historia oficial (1985) de Luis Puenzo
- Mirta, de Liniers a Estambul (1987) de Jorge Coscia
- Made in Argentina (1987) de Juan José Jusid
- La amiga (1988) de Jeanine Meerapfel
- Tierra de Avellaneda (1996) de Daniele Incalcaterra
- Cazadores de utopías (1996) de David Blaustein
- Prohibido (1997) d'Andrés Di Tella

## Premis
El premi del públic el va obtenir Cenizas del paraíso de Marcelo Piñeyro i el premi Casa de América A Ostra e o Vento de Walter Lima Jr..